# Koji Yoshimura
Koji Yoshimura (jap. 吉村 光示 Yoshimura Koji; ur. 13 kwietnia 1976) – japoński piłkarz występujący na pozycji obrońcy.

## Kariera klubowa
Od 1995 do 2008 roku występował w klubach Sanfrecce Hiroszima, Vissel Kobe, Oita Trinita, Avispa Fukuoka, Yokohama F. Marinos i FC Gifu.